# Сині етюди
Сині етюди — збірка прозових творів Миколи Хвильовго, що була опублікована в 1923 році. Її поява була сприйнята найавторитетнішими тогочасними критиками як явище новаторське і знакове. Новели прозаїка приваблювали не лише тематичною злободенністю, а й стильовою, мистецькою самобутністю, засвідчували утвердження нової манери письма.

## Зміст
До збірки увійшли такі твори:
- Життя
- Колонії, вілли…
- Редактор Карк
- Кіт у чоботях
- Юрко
- Солонський Яр
- Шляхетне гніздо
- Синій листопад
- Чумаківська комуна
- Бараки, що за містом
- Свиня
- Кімната ч. 2-е
- Легенда
- Дорога
- Ластівка